# Кадр (телекоммуникации)
Кадр (жарг. фрейм, от англ. frame — «кадр») — фрагмент данных протокола канального уровня модели OSI, передаваемый по линии связи.
Кадры подразделяются на:
- информационные кадры;
- сигнальные кадры, управляющие приемо-передающей и другой каналообразующей аппаратурой.

## Кадр Ethernet версии 802.3
Выше представлен формат кадра Ethernet версии 802.3.
Также возможен вариант кадра с полями SNAP (Sub Network Access Protocol — протокол доступа к подсетям, поле состоит из PID и OUI):
| Название                               | Перевод                                 | Размер (байт) | Описание |
| -------------------------------------- | --------------------------------------- | ------------- | --- |
| Preamble                               | Преамбула                               | 7             | Последовательность бит, определяющая начало фрейма. Каждый байт преамбулы равен следующей последовательности битов: 10101010 |
| SOF (Start of frame)                   | Начало кадра иногда SD                  | 1             | Признак начала кадра. Равен следующей последовательности битов: 10101011                                                     |
| Destination MAC                        | MAC получателя                          | 6             | Адрес сетевой карты получателя                                                                                               |
| Source MAC                             | MAC отправителя                         | 6             | Адрес сетевой карты отправителя                                                                                              |
| Length                                 | Длина                                   | 2             | Количество байт, начиная от следующего за этим полем и кончая последним перед полем FCS                                      |
| LLC header                             | LLC заголовок                           | 3             | |
| OUI Organizationally Unique Identifier | Уникальный номер компании-производителя | 3             | |
| PID Protocol ID                        | Идентификатор протокола                 | 2             | |
| Data / Pad                             | Данные                                  | 46—1492       | |
| FCS (Frame checksum)                   | Контрольная сумма кадра                 | 4             | Контрольная сумма кадра |